# (13723) Kolokolova
(13723) Kolokolova (1998 QY54) – planetoida z pasa głównego asteroid okrążająca Słońce w ciągu 4,62 lat w średniej odległości 2,77 j.a. Odkryta 27 sierpnia 1998 roku.